# Tobacco Road
Tobacco Road és una pel·lícula de 1941 dirigida per John Ford i protagonitzada per Charley Grapewin, Marjorie Rambeau, Gene Tierney, William Tracy i Dana Andrews.
Es tracta d'una adaptació de la novel·la del mateix nom de l'escriptor Erskine Caldwell publicada l'any 1932.
Retrat dels blancs pobres de Georgia i de la seva actitud immoral davant la vida, en un moment en què les terres estan habitades per la misèria.
La pel·lícula evidencia les circumstàncies en què fou rodada per aprofitar el gran èxit popular de El raïm de la ira de l'any anterior i amb constants intromissions del productor Zanuck que va incloure en els acabats el seu toc personal i propi de la 20th Century Fox.

## Argument[2]
Jeeter Lester, un mandrós i murri pare de família, és expulsat de les seves terres per no pagar la renda. Tothom el que intenta ajudar-lo es veu abocat a la pobresa.

## Repartiment
- Charley Grapewin: Jeeter Lester
- Marjorie Rambeau: Sister Bessie Rice
- Gene Tierney: Ellie May Lester
- William Tracy: Dude Lester
- Elizabeth Patterson: Ada Lester
- Dana Andrews: Capità Tim Harmon
- Ward Bond: Lov Bensey
- Zeffie Tilbury: Àvia Lester